# Dạ cẩm
Dạ cẩm, còn được gọi là cây loét mồm, đất lượt, đứt lướt, chạm khẩu cắm... Cây có tên khoa học là Hedyotis capitellata Wall. ex G.Don, thuộc họ Cà phê Rubiaceae. Dạ cẩm có nhiều loại bao gồm dạ cẩm thân tím nhiều lông và dạ cẩm thân xanh. Đây là loài cây mọc hoang tại một số tỉnh miền núi Việt Nam như Cao Bằng, Lạng Sơn, Bắc Cạn, Thái Nguyên, Hà Giang, Hà Tây...

## Mô tả
Dạ cẩm là loại cây bụi trườn, thường cuốn vào các cây khác, dài từ 1 - 2m, thân hình trụ, chia làm nhiều đốt, ở mỗi đốt lại phình to ra; lá là lá đơn, nguyên, mọc đối, hình bầu dục, đầu nhọn, dài 5 – 15 cm, rộng 3 – 6 cm, cuống ngắn; hoa hình xim, phân đôi tụ lại thành hình cầu ở đầu cành hay kẽ lá, gồm nhiều hoa hình ống nhỏ, màu trắng; quả dạ cẩm rất nhỏ, xếp thành hình cầu, có nhiều hạt đen.
Cây dạ cẩm dùng làm thuốc có thể thu hái quanh năm, thường hái lá và ngọn non hoặc dùng toàn cây bỏ rễ (rễ ít tác dụng hơn). Khi hái về phơi hay sấy khô dùng dần hoặc nấu cao.

## Đặc điểm
Theo quan niệm Đông y, dạ cẩm có vị ngọt hơi đắng, tính bình, tác dụng thanh nhiệt, giải độc, làm dịu cơn đau, tiêu viêm, lợi tiểu. Cây dạ cẩm có tác dụng giảm đau, trung hòa axit trong dạ dày, bớt ợ chua, vết loét se lại.

## Sử dụng
Trong dân gian,lá cây được dùng để nấu nước (nước có màu tím đẹp). Dùng nước này uống hoặc ngậm điều trị viêm lưỡi, loét lưỡi và họng. Năm 1960 Bệnh viện Lạng Sơn đã đưa loại cây này vào nghiên cứu và năm 1962, lần đầu tiên đưa cây dạ cẩm vào điều trị bệnh đau dạ dày. Ngày nay, những bài thuốc này đã vượt khỏi phạm vi tỉnh Lạng Sơn và lan ra nhiều địa phương tại Việt Nam.